# Marj al-Hamam
Marj al-Hamam (en árabe, مرج الحمام) es una ciudad en la gobernación de Amán, en Jordania. Tiene una población de 82.788 habitantes (censo de 2015). Se encuentra a 15 km al suroeste de Amán de cuya área metropolitana forma parte. 